# An All Star Tribute to Johnny Cash
An All Star Tribute to Johnny Cash war ein Konzert, das am 6. April 1999 im Hammerstein Ballroom in Manhattan, New York City zu Ehren des Countrymusikers Johnny Cash aufgezeichnet und am 18. April 1999 beim amerikanischen Fernsehsender TNT ausgestrahlt wurde. Cash trat, stark geschwächt und zur Verwunderung und Freude des Publikums, auch selbst auf. Es war sein letzter Auftritt auf einer großen Bühne, danach spielte er nur noch im Carter Family Fold, einer gemeinnützigen Einrichtung der Carter-Familie zur Erhaltung traditioneller Musik in Bristol, Virginia.
Das Konzert wurde komplett auf DVD veröffentlicht.

## Ablauf des Konzertes

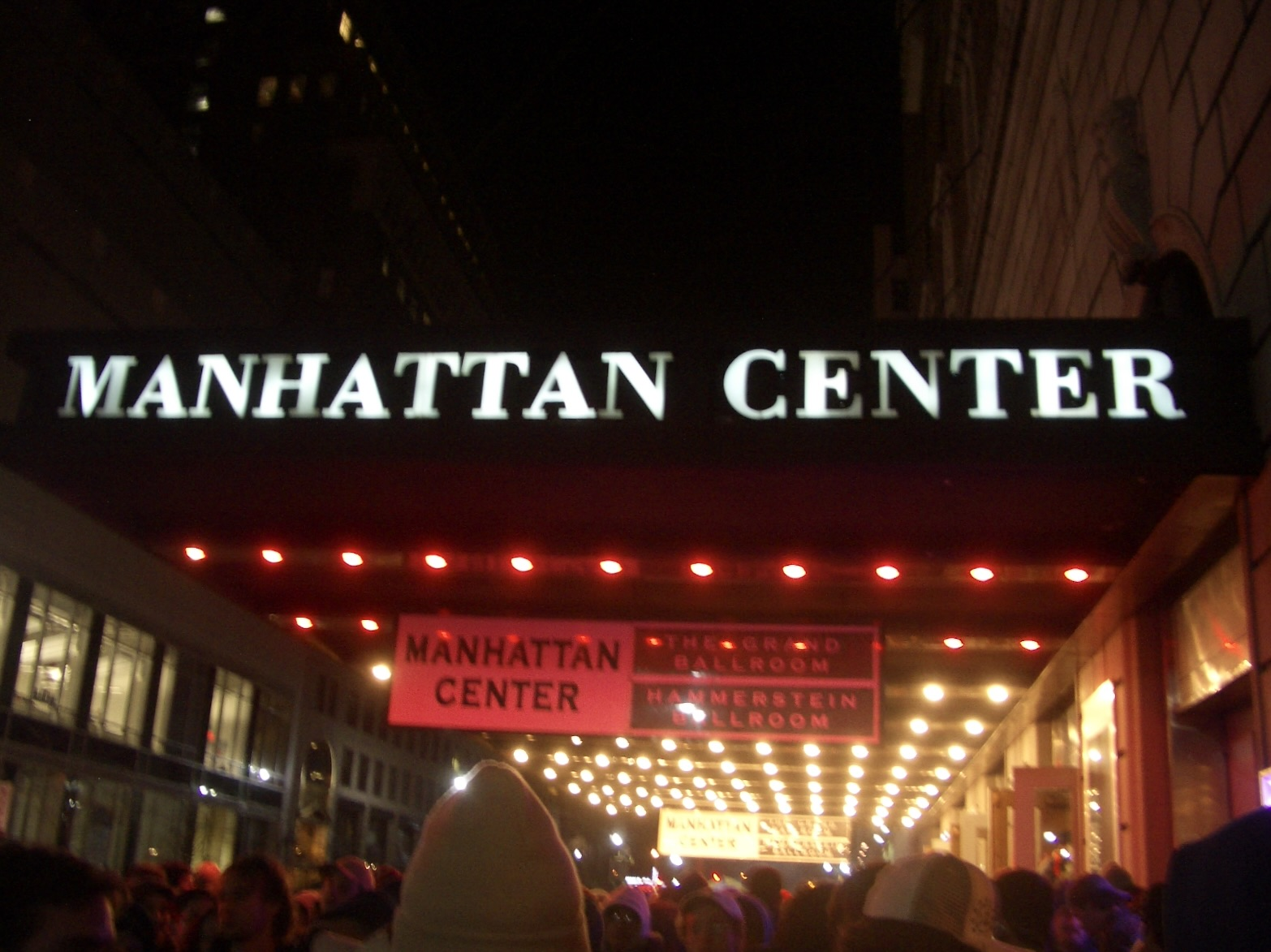
Hammerstein Ballroom

| Nr. | Künstler                                                  | Liedtitel bzw. Rede                       |
| --- | --------------------------------------------------------- | ----------------------------------------- |
| 01  | Sheryl Crow und Willie Nelson                             | Jackson & Orange Blossom Special          |
| 02  | Chris Isaak                                               | Guess Things Happen That Way & Get Rhythm |
| 03  | John Carter Cash                                          | Begrüßung von Willie Nelson               |
| 04  | Willie Nelson                                             | I Still Miss Someone                      |
| 05  | George Jones, Kris Kristofferson und Willie Nelson        | Big River                                 |
| 06  | June Carter Cash                                          | Ring of Fire                              |
| 07  | U2                                                        | Don't Take Your Guns to Town              |
| 08  | The Mavericks                                             | Man in Black                              |
| 09  | Kris Kristofferson                                        | The Ballad of Ira Hayes                   |
| 10  | Trisha Yearwood und Kris Kristofferson                    | Sunday Morning Coming Down                |
| 11  | Larry Gatlin                                              | Begrüßung von Brooks & Dunn               |
| 12  | Brooks & Dunn                                             | Ghostriders in the Sky                    |
| 13  | Lyle Lovett                                               | Tennessee Flat Top Box                    |
| 14  | Bruce Springsteen                                         | Give My Love to Rose                      |
| 15  | Sheryl Crow, Mary Chapin Carpenter und Emmylou Harris     | Flesh and Blood                           |
| 16  | Kevin Bacon                                               | Begrüßung von Wyclef Jean                 |
| 17  | Wyclef Jean                                               | Delia                                     |
| 18  | Dave Matthews                                             | Long Black Veil                           |
| 19  | Marty Stuart und die Fairfield Four                       | Belshazda                                 |
| 20  | Bob Dylan                                                 | Train of Love                             |
| 21  | Tim Robbins                                               | Liner Notes of Folsom Prison              |
| 22  | Johnny Cash und Band mit Marshall Grant und W. S. Holland | Folsom Prison Blues                       |
| 23  | Johnny Cash, June Carter Cash und alle                    | Walk the Line                             |